# Толос у Делфима
Толос у Делфима је светилиште (храм) Атине Проније, у облику кружне грађевине са ваљкастим средиштем (целомом) опасаним каменим стубовима, у Олипији, Грчка.
Изграђен је између 400. и 360. п. н. е.. Састојао се од 20 дорских стубова распоређених у пречнику од 14,76 метара и 10 коринтских стубова на унутрашњем делу. Три дорска стуба која су рестаурирана, данас доминирају ови археолошким локалитетом и најпопуларније су место у Делфима за фотографисање туриста.

## Положај
Толос се налази око 800 m од главних археолошких остатака у Делфима, на падини и заравни планине Парнас, у оквиру полукружне избочине познате као Фердијаде, око 15 km југозападно од града-лука Кира у Коринтском заливу и 180 km од Атине.
Стадион у Делфима могло се прићи из два правца: морем преко луке Итеа и копном преко Беотије, након проласка кроз светилиште Атине Проније (Pronaia) у Мармарији.

## Прва археолошка ископавања
Након зланог доба у античком и римском периоду, Делфи су опљачкане, док је његово благо однесено, како би украшавало градове његових освајача, међутим, коначни пораз је доживео 385 године нове ере, када је византијиски цар Теодосије, наредио његово укидање (замирање).
Након тога низ векова Делфи су били потпуно заборављени, као и многи антички градови.
Тек у 19. веку јавило се велико занимање француских археолога за Делфе.Прва ископавања у Делфима започела је Лаурент 1838. године, док су обимнија истраживања и ископавања настављена у 1892. години и са прекидима су трајала све до 1939. године.
Међу истраживачима посебно су се истакли „ђаци” француске археолошке школе у Атини: J. Bousquet, P. Amandry и други.
У Делфима не постоји никакав траг о урбанистичким изменама или рушењима од првих археолошких открића. У овом, као и у другим светилиштима додавани су нови археолошки локалитети али се, или није никад дирало у њихову аутентичност, или се поправљало и верно реконтруисало оно што би време, немарност  или природне непогоде оштетиле.

## Краћа историја Делфа
Делфи се као село јављају већ у рано бронзано доба, упоредо са насељима као што су Тиринт, Микена, Орхоменос (Беотија) и друга. Врло рано постали су место култа. Било је то у касномикенском периоду, које је припадало божанствима Геји и Посејдону.
Грци су Делфе сматрали не само средиштем Хеладе него и света. Као светилиште и средиште Аполоновог култа у антици, прихвата се од 8. века п. н . е. Ово светилиште је пронело славу Делфа по читавом античком свету, јер се са њим није могло мерити ни једно друго пророчиште, па ни оно Зевсово у Додони у Епиру, нити оно у Дидими у Малој Азији.

## Историја
Саграђен је од парског мермера између 400. и 375. године п. н. е. Према записима римског архитекте Витрувије градња толоса обављена је по нацртима архитекта, Теодора Фокидског из Мале Азије.

## Архитектура
Толос је кружни храм, који је у оном периоду свакако био најлпша грађевина култног светилишта у Делфима. 
Још пре него се дође у његову близину уочавају се три маркантна камена стуба, који носе део архитрава и фриза. До данас је сачувана кружна база толоса, пречника 13,5 m и три стуба, око којих се налазе још неколико фрагмената поређаних дорских стубова, од 20 колико их је укупно првобитно било уграђено.
У унутрашњости толоса, уз зидове кружне основе пречника 8,60 m, налазило се 10 коринтских стубова од тамног елеузинског кречњака.
Храм је споља био украшен са два рељефна фриза. 
- Већег — на коме су приказане амазономахије и кентауромахије
- Мањег — са јуначким делима Херакла и Тезеја.

Новина у организација скромнога унутрашњег простора била је примена коринтског стила на 10 стубова, који додирују, али нису приљубљени за зид и стоје на високом постољу од тамнога кречњака из Елеузије. Оваква структура кречњак видљиво одудара од белог пентеликонског мермера, од којег су били исклесани.
Дорски фриз (који је поновљен и на целом спољашњем зиду целе), плафон и одводи за кишницу откривају декоративну интенцију и уводе коине и архитектонска и уметничка обележја хеленистичког раздобља.
Улаз у целом (средиште) био је на јужној страни, где су још видљиви остаци прага.
Кров је био шатораст (у два нивоа), препокривен цреповима (плочама од мермера) којима су биле покривене и акротерије које су украшавале кров толоса.
Фриз и сви украсни елементи толоса изложени су у музеју.